# 瓦列里·博吉諾夫
瓦列里·博吉諾夫（1986年2月15日—）是一位保加利亞足球運動員，在場上的位置是前鋒。他現在效力於瑞士足球超級聯賽球隊洛桑體育。他也曾代表保加利亞國家足球隊參賽。